# Will Erich Peuckert

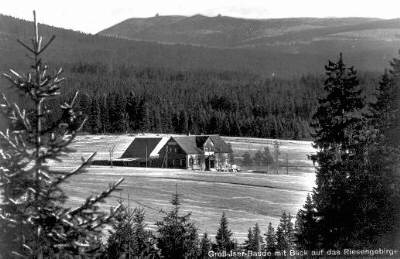
Budynek szkoły w Gross-Iser w Górach Izerskich, w której uczył Will Erich Peuckert

Will Erich Peuckert (ur. 11 maja 1895 w Garnczarach (niem. Töppendorf, obecnie część wsi Olszanica), zm. 25 października 1969 w Langen koło Offenbach) – niemiecki etnolog, pisarz i naukowiec folklorysta. Jeden z najwybitniejszych badaczy europejskich tradycji ludoznawczych, a szczególnie podań i baśni. Znawca folkloru Gór Izerskich.

## Życiorys
Peuckert urodził się w wielodzietnej chłopskiej rodzinie na przedgórzu dolnośląskich gór, niedaleko od charakterystycznych powulkanicznych stożków Grodźca i Ostrzycy Proboszowickiej. Dorastał w rejonie, w którym żyli dociekliwi i okrutnie prześladowani zwolennicy Caspara Schwenckfelda śląskiego zwolennika reformacji, teologii i mistyki. W 1914 r. ukończył seminarium pedagogiczne w Bolesławcu i został zmobilizowany do służby meteorologicznej w Luftstreitkräfte. Ranny podczas działań I wojny światowej, w 1916 r. przybył do uzdrowiska w Świeradowie na rekonwalescencję. W latach 1916–1922 był młodszym nauczycielem w szkole podstawowej we wsi Wielka Izera (niem. Groß-Iser). Był zaprzyjaźniony z braćmi Carlem i Gerhartem Hauptmann, wybitnymi śląskimi literatami, których zafascynował informacjami z zakresu wiedzy hermetycznej oraz przeszłości Karkonoszy i Gór Izerskich. W 1921 r. W.E. Peuckert rozpoczął studia uniwersyteckie we Wrocławiu. W 1928 r. obronił pracę doktorską. W latach 1929–1932 pracował, jako docent-wykładowca na Wyższej Szkole Pedagogicznej we Wrocławiu. W 1932 r. został uroczyście habilitowany na Uniwersytecie Wrocławskim, w którym został jednym z najmłodszych profesorów. Peuckert uznawany był za jednego z najwybitniejszych badaczy europejskich tradycji ludoznawczych, a szczególnie podań i baśni. Niechętny nazistom dnia 13 maja 1935 r. z powodu „politycznej niepewności” został usunięty z Uniwersytetu Wrocławskiego. Wtedy też osiedlił się w niewielkiej, osadzie Leszczyna, leżącej w jego rodzinnym powiecie złotoryjskim. Na drzwiach swojej wiejskiej umieścił myśl Paracelsusa, znanego w całej Europie lekarza i filozofa doby renesansu:
Człowiek nie powinien należeć do nikogo, jeżeli może sam stanowić o sobie.
W 1942 r. Ministerstwo Kultury Rzeszy wydało dotkliwy zakaz recenzowania książek W.E. Peuckerta. Po powojennej tułaczce osiadł na uniwersytecie w Göttingen, kierując w latach 1946–1959 katedrą etnologii i historii duchowości. Ostatnie lata życia spędził w osamotnieniu zamieszkując w wiejskiej chacie w Mühltal koło Darmstadt. Zmarł w Langen koło Offenbach.

## Praca naukowa
W latach 1916–1922 zainteresował się dziełami wielkich mistycznych myślicieli renesansowej Europy z kręgu Jacoba Böhme, Christiana Rosenkreuza, Mikołaja Kopernika, Angelusa Silesiusa, różokrzyżowcami, astrologią, alchemią, wiedzą hermetyczną, kultami tajemnymi, białą i czarną magią, zielarzami-laborantami, a także podaniami o dawnych walońskich poszukiwaczach skarbów i karkonoskim Duchu Gór. W Górach Izerskich odnalazł znaki walońskie, z których pierwsze zlokalizował w formacji skalnej Stary Zamek na obrzeżach Kobylej Łąki. Kierując się zapiskami z ksiąg walońskich po dwuletnich poszukiwaniach w 1921 r. w Izerze i korytach okolicznych potoków znalazł niewielkie ilości złota. Swoje poszukiwania opisał w wielu artykułach. W 1927 r. wydał monografię Die Rosenkreuzer (pol. Różokrzyżowcy), poświęconą rycerskiemu Zakonowi Trupiej Czaszki. W 1928 r. obronił na Uniwersytecie Wrocławskim dysertację doktorską zatytułowaną Die Entwicklung Abrahams von Franckenberg bis zum Jahre 1641 (pol. Rozwój idei Abrahama von Franckenberg do roku 1641), stanowiącą szczegółową analizą zagadnień mistyki śląskiej. Abraham von Franckenberg był zwolennikiem i propagatorem myśli Jakuba Böhmego, najwybitniejszego śląskiego mistyka doby renesansu. W 1929 r. wydał obszerne studium zatytułowane Walen und Wenediger (pol. Walonowie i Wenecjanie) poświęcone walońskim poszukiwaczom skarbów, minerałów i kamieni szlachetnych. W 1936 r. napisał dzieło Pansophie, które poświęcił naukom tajemnym. Praca ta, stanowi rozwinięcie wcześniejszego studium Von schwarzer und weißer Magie (pol. O czarnej i białej magii). W 1931 r. wydał pracę zatytułowaną Volkskunde des Proletariats (pol. Etnologia proletariatu), która następnie została zakazana w hitlerowskiej III Rzeszy. W kolejnych latach powstały monografie: braci Grimm (1936), Anioła Ślązaka (1939), Paracelsusa (1941), Mikołaja Kopernika (1943) i Sebastiana Francke (1944). W licznych artykułach i publikacjach interesowały go przede wszystkim zwyczaje i obrzędy ludowe, rytuały czarnoksięskie, sabaty czarownic oraz kulty i wiedza tajemna. W latach wewnętrznej wolności autora powstały powieści i liczne nowele, których akcja częstokroć rozgrywa się na Śląsku. W 1940 r. wydał najbardziej popularną z książek Schwarzer Adler unterem Silbermond – Biographie Schlesien (pol. Czarny orzeł pod srebrnym księżycem – Biografia Śląska), w której dokonał malowniczego opisu Śląska, pełnego odniesień do przeszłości, anegdot i opowieści. W 1942 r. Ministerstwo Kultury Rzeszy wydało dotkliwy zakaz recenzowania książek W.E. Peuckerta. Po powojennej tułaczce osiadł na uniwersytecie w Göttingen, kierując w latach 1946–1959 katedrą etnologii i historii duchowości. W 1948 r. założył czasopismo „Die Nachbarn” (pol. „Sąsiedzi”), w którym zajmował się szeroko pojętą tematyką poznania etnologii i zbliżenia narodów europejskich. W ramach badań etnologicznych zbierał śląskie baśnie i legendy, wydając je drukiem. W 1924 r. wydał Schlesiesche Sagen (pol. Legendy Śląskie), które zawierały również podania łużyckie. W 1926 r. powstały Die Sagen vom Berggeist Rübezahl (pol. Legendy o karkonoskim Duchu Gór) ilustrowane drzeworytami C. Lindnera z 1736 r.